# アーチボルド・ランプマン

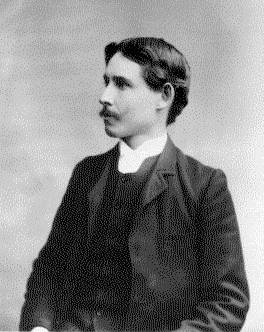
アーチボルド・ランプマン (1889)

アーチボルド・ランプマン（Archibald Lampman、1861年11月17日 - 1899年2月10日）は、カナダの詩人。オンタリオ州のモーペスで産まれる。トリニティ・カレッジ（現在はトロント大学の一部）に通い、大学四年生のときにエピスコポンの記者となった。

## 著作
- Among the Millett, and Other Poems. – Ottawa : Durie, 1888.
- Lyrics of Earth. – Boston : Copeland & Day, 1895.
- Alcyone. – Ottawa : Ogilvy, 1899.

| スタブアイコン | サブスタブ | この項目は、まだ閲覧者の調べものの参照としては役立たない、文人（小説家・詩人・歌人・俳人・作詞家・作家・放送作家・随筆家（コラムニスト）・文芸評論家）に関連した書きかけの項目です。この項目を加筆・訂正などしてくださる協力者を求めています（P:文学/PJ:作家）。 |